# Rolighed

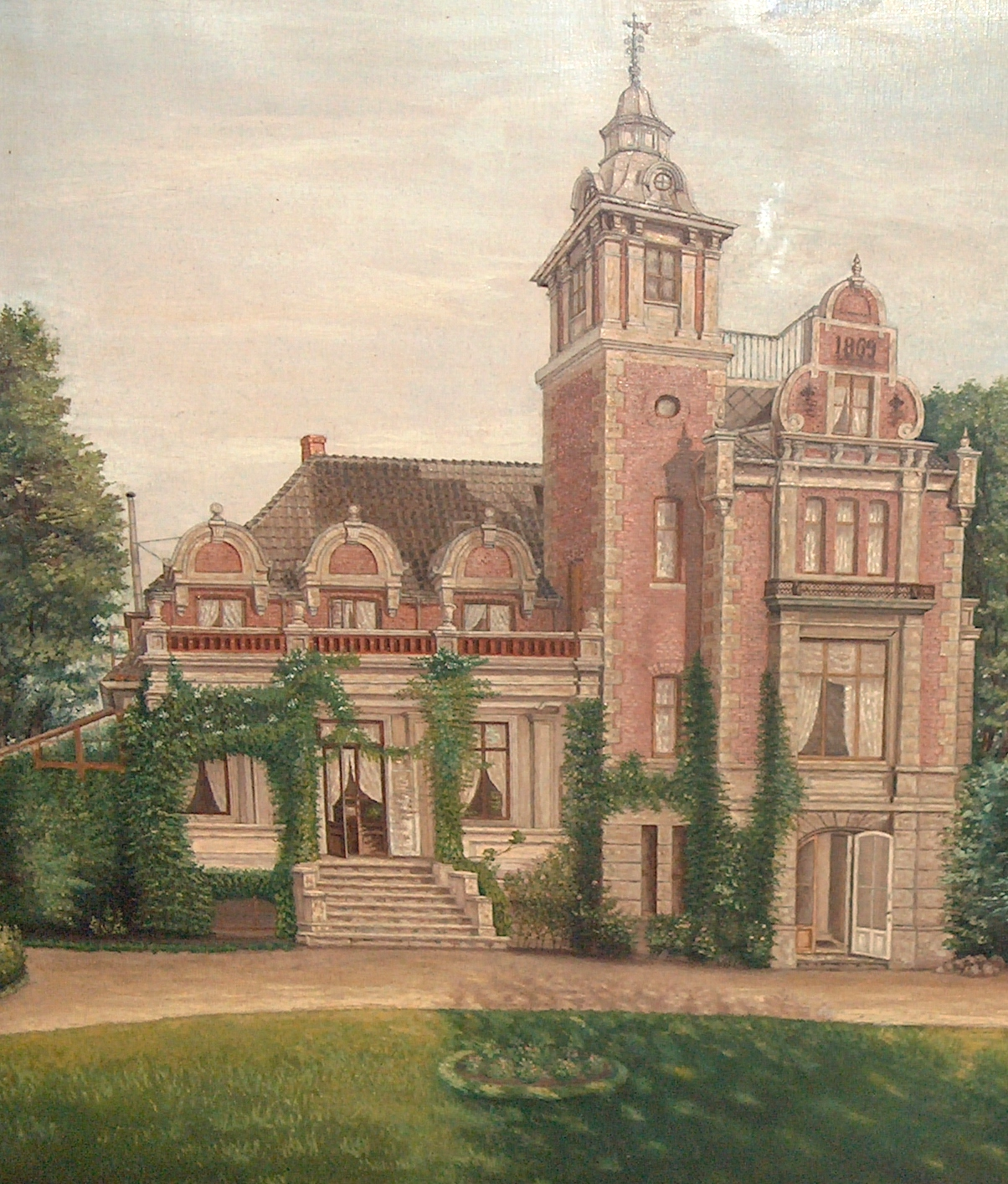
Rolighed efter ombyggnaden 1869.

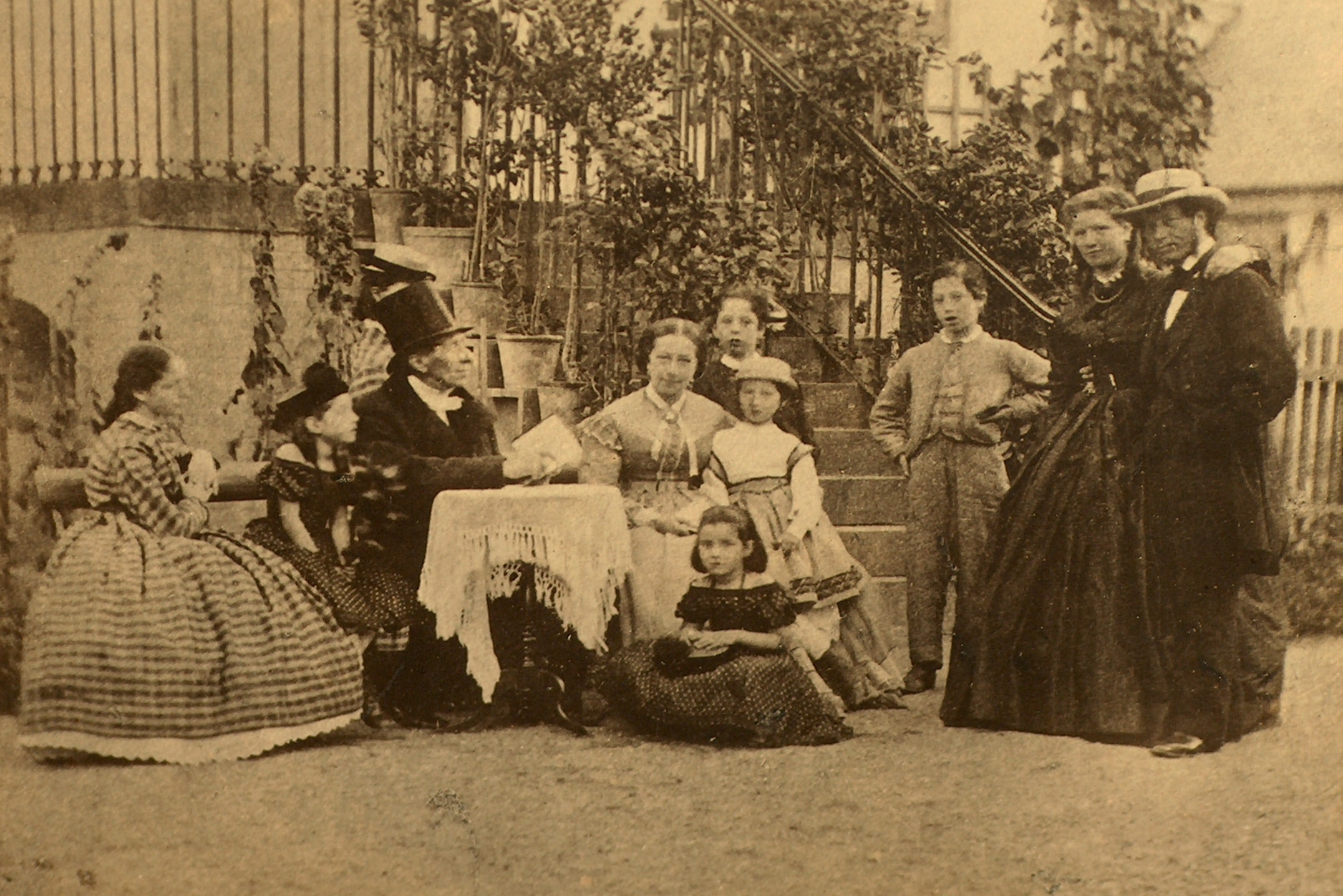
H.C. Andersen på Rolighed. Foto av Israel Berendt Melchior (1827-1893).

Rolighed (svenska: 'Lugnet') var ett lantställe på Østerbro i Köpenhamn som var en samlingsplats för två salongskulturer under 1800-talet. Först familjen Hegermann-Lindencrone och därefter för skeppsredarfamiljen Melchior och deras umgängen. Framför allt är Rolighed känt som den plats där författaren H.C. Andersen tillbragte sina sista år och där han avled 1875. Andra gäster på Rolighed var målarna Carl Bloch och Frederik Christian Lund.
Rolighed var från början av 1800-talet ett vitputsat enplanshus med mansardtak, men byggdes om av familjen Melchior till så kallad Rosenborg-stil med torn. Huset revs 1898 och år 1900 byggdes det hyreshus som idag står på platsen. Adressen är Gammel Kalkbrænderi Vej 16. 
På platsen finns en minnestavla med texten: "Paa dette sted laa tidligere landstedet Rolighed hvor digteren H.C. Andersen døde. 'Mit hjem i hjemmet, hvor bag hyldens hang / mit liv fik solskin og min harpe klang.'"